# Артёмов, Виталий Евгеньевич
Вита́лий Евге́ньевич Артёмов (род. 13 июня 1968, Рязань) — российский государственный деятель, 6-й и 10-й мэр города Рязани.

## Биография
Родился 13 июня 1968 года в Рязани.
В 1992 году окончил Рязанский государственный радиотехнический институт по специальности «инженер-электрик». Трудовую деятельность начал в компании «Рязаньэнерго» — начиная от инженера первой категории и дослужившись до должности директора филиала «Рязанских энергетических сетей».
В 2002 году окончил Московскую академию экономики и права по специальности «юриспруденция».
В марте 2004 года губернатором Рязанской области Георгием Шпаком был назначен начальником Управления топливно-энергетическом комплекса и жилищно-коммунального хозяйства Рязанской области.
Затем, с марта 2007 по июнь 2008 года, работал в холдинговой компании «Русьэнерго», в том числе в должности генерального директора тверского районного филиала компании.
В июле 2008 года вновь назначается руководителем топливно-энергетического комплекса и жилищно-коммунального хозяйства, на этот раз — в ранге министра Рязанской области.
11 ноября 2010 года назначен Рязанской городской Думой на должность мэра города.
28 октября 2014 года написал заявление об уходе по собственному желанию. Рязанская городская Дума приняла отставку, рассмотрев его заявление на внеочередном заседании 30 октября 2014 года.
С марта 2015 года возглавлял технопарк Рязанского государственного радиотехнического университета. В 2017 году с приходом на губернаторский пост Николая Любимова получил должность министра сельского хозяйства Рязанской области, а через несколько месяцев — заместителя председателя Правительства. При следующем губернаторе — Павле Малкове — сохранил свой пост.
29 мая 2023 года, по предложению Малкова, занял пост исполняющего обязанности мэра. 23 ноября на заседании нового созыва городской думы Виталий Артёмов утверждён на должность мэра Рязани.

## Семья
Женат. Имеет двух сыновей.

## Награды
- 1999 — Почётная грамота Министерства топлива и энергетики РФ.
- 2012 — Медаль Российской муниципальной академии — за вклад в развитие местного самоуправления[5].
- 2013 — Диплом «Человек года» — за организацию рязанской городской социальной программы «Забота»[6].